# Афанасий (Топольский)
Афанасий Топольский (ум. 1744) — архимандрит Русской православной церкви, педагог, Российской империи Харьковского коллегиума.

## Биография
Афанасий Топольский получил образование в Киевской духовной академии, затем постригся в монашество и был учителем и префектом с 1736 года в Харьковском коллегиуме. 
В 1740 году Афанасий Топольский был возведен в сан архимандрита Белгородского Николаевского монастыря; в 1742 году был перемещен в Севский Спасский монастырь, но уже 22 сентября того же года Топольский был назначен ректором Харьковского коллегиума и архимандритом Харьковского Покровского монастыря. 
Наиболее известны два его слова: «В неделю 7-ю по Пасхе» (Москва, 1742 год) и «На перенесение мощей святого благоверного князя Александра Невского» (Москва, 1742 год). В последнем говорится о заслугах Петра Великого и о переменах, последовавших с воцарением Елизаветы, удалившей от престола «чуждых доилищ, которые самую Россию с кровию выцедили».
Афанасий Топольский умер в марте 1744 года.